# Jemal Le Grand
Jemal Le Grand (Oranjestad, 30 juni 1994) is een Arubaans zwemmer. Hij nam eenmaal deel aan de Olympische Spelen, maar won hierbij geen medailles. Momenteel is hij woonachtig in de Verenigde Staten.
In 2011 deed hij mee aan de wereldkampioenschappen, waar hij uitkwam op de 200m vrije slag. Hij haalde toen in de series een 54e tijd.
Op de Olympische Zomerspelen 2012 kwam hij uit op de 100m vrije slag, waar hij in de series een 40e tijd haalde. Tevens droeg hij de Arubaanse vlag tijdens de openingsceremonie van de spelen.

## Internationale toernooien
| Jaar | Olympische Spelen   | WK langebaan                            | WK kortebaan                                               | Pan Pacs |
| ---- | ------------------- | --------------------------------------- | ---------------------------------------------------------- | -------- |
| 2011 |                     | 54e 200m vrije slag 58e 100m wisselslag |                                                            |          |
| 2012 | 40e 100m vrije slag |                                         | 40e 200m vrije slag 63e 100m vrije slag 73e 50m vrije slag |          |
| 2013 |                     | 49e 100m vrije slag 52e 200m vrije slag |                                                            |          |